# 169 a.C.

## Eventos
- Quinto Márcio Filipo, pela segunda vez, e Cneu Servílio Cepião, cônsules romanos.
- Segundo ano da Terceira Guerra Macedônica entre a República Romana e o Reino da Macedônia, de Perseu da Macedônia:
  - O comando da campanha é assumido pelo cônsul Márcio Filipo.
  - Fracassa a invasão da Macedônia pelo procônsul Aulo Hostílio Mancino.